# Lacroix-Falgarde
Lacroix-Falgarde este o comună în departamentul Haute-Garonne din sudul Franței. În 2009 avea o populație de 1.972 de locuitori.

## Evoluția populației
| An        | 1975 | 1982  | 1990  | 1999  | 2006  | 2009  |
| --------- | ---- | ----- | ----- | ----- | ----- | ----- |
| Populație | 625  | 1.148 | 1.478 | 1.485 | 1.873 | 1.972 |